# 빌 나이 (과학자)
윌리엄 샌포드 "빌" 나이(영어: William Sanford "Bill" Nye, 1955년 11월 27일 ~ )는 미국의 과학 교육자이자 방송인이다.
워싱턴 D.C.에서 태어나 코넬 대학교에서 기계공학을 전공하여 1977년 졸업했다. 그 뒤 시애틀에 위치한 보잉에서 공학자로서의 일을 했다.
시애틀의 방송국에서 연기자·작가로 활동하였다. 1993년부터 1998년까지 PBS에서 방송하였던 과학 교육 텔레비전 프로그램 빌 아저씨의 과학 이야기가 잘 알려져 있다. 이후 과학 교육 등의 활동을 하고 있다.
2005년부터 2010년까지 행성협회 부회장을 맡았다.